# Lucimar de Moura
Lucimar Aparecida de Moura (sinh ngày 22 tháng 3 năm 1974 tại Timóteo, MG) là nữ vận động viên điền kinh chạy nước rút người Brazil. Cô đại diện cho Brazil tham dự Thế vận hội Mùa hè 2004 ở Athens, Hy Lạp và giành tấm huy chương bạc ở nội dung 200 mét nữ tại Thế vận hội Pan American 1999 ở Winnipeg, Manitoba, Canada.

## Sự nghiệp
Tại Thế vận hội Mùa hè 2008 ở Bắc Kinh, Lucimar thi đấu ở chặng nước rút 100 mét. Trong vòng đầu tiên, cô đứng thứ tư sau Christine Arron, Lauryn Williams và Tahesia Harrigan, Với vị trí này cô có thể bị loại. Tuy nhiên, thành tich 11,60s mà cô đạt được lại là một trong 7 thành tích có thời gian ngắn nhất, do đó cô tiến vào vòng hai. Cô không thể vượt qua vòng bán kết vì thời gian 11,67s xếp thứ tám. Lucimar cùng với Rosemar Coelho Neto, Thaissa Presti và Rosangela Santos tham gia nội dung chạy tiếp sức 4 × 100 m. Trong vòng đấu đầu tiên, họ xếp thứ ba sau Bỉ và Vương quốc Anh, nhưng trước Nigeria. Thời gian 43,38 giây của họ đứng thứ năm trong tổng số 16 quốc gia tham gia. Với kết quả này, đội đủ điều kiện lọt vào chung kết. Tại trân chung kết, họ đến vạch đích với thời gian 43,14 giây, xếp vị trí thứ tư chung cuộc, sau Nigeria, bỏ lỡ huy chương đồng với 0,10 giây. Tuy nhiên, năm 2016, IOC tước tấm Huy chương Vàng của đội tuyển Nga do dính doping, nghĩa là Rosângela và đồng đội được nhận tấm huy chương đồng.

## Thành tích
| Năm                 | Giải đấu                           | Địa điểm                | Thứ hạng            | Nội dung            | Chú thích              |
| Representing Brasil | Representing Brasil                | Representing Brasil     | Representing Brasil | Representing Brasil | Representing Brasil    |
| ------------------- | ---------------------------------- | ----------------------- | ------------------- | ------------------- | ---------------------- |
| 1988                | South American Youth Championships | Cuenca, Ecuador         | 5th (heat)          | 200 m               | 26.6 s                 |
| 1988                | South American Youth Championships | Cuenca, Ecuador         | 6th                 | 4 × 100 m relay     | 49.9 s                 |
| 1990                | South American Youth Championships | Lima, Perú              | 1st                 | Long jump           | 5.81 m                 |
| 1990                | South American Youth Championships | Lima, Perú              | 3rd                 | Pentathlon          | 3056 pts               |
| 1992                | World Junior Championships         | Seoul, Hàn Quốc         | 22nd (qf)           | 100m                | 11.94 (wind: +1.6 m/s) |
| 1992                | World Junior Championships         | Seoul, Hàn Quốc         | 24th (sf)           | 200m                | 24.86 (wind: +0.1 m/s) |
| 2004                | South American U23 Championships   | Barquisimeto, Venezuela | 2nd                 | 4 × 100 m relay     | 43.49                  |
| 2008                | Olympic Games                      | Beijing, China          | 3rd                 | 4 × 100 m relay     | 43.14                  |